# 彰化縣大城鄉美豐國民小學
彰化縣大城鄉美豐國民小學是位於臺灣彰化縣大城鄉的一所公立國民小學，創校於西元1952年，當時名為彰化縣大城鄉西港國民學校美豐分校。該校於1964年獨立為彰化縣大城鄉美豐國民學校，1968年實施九年國教，改制為美豐國民小學並沿用此名至今。其學區範圍有：大城鄉豐美村及三豐村。

## 歷任校長
| 名字   | 上任日期  | 卸任日期  |
| ------ | --------- | --------- |
| 林文理 | 1964年8月 | 1971年8月 |
| 廖摠傳 | 1971年8月 | 1974年8月 |
| 洪燕翼 | 1974年8月 | 1985年9月 |
| 謝柳   | 1985年9月 | 1990年9月 |
| 洪允長 | 1990年9月 | 1994年8月 |
| 梁淳熙 | 1994年8月 | 1996年8月 |
| 廖進森 | 1996年8月 | 2002年8月 |
| 陳艷紅 | 2002年8月 | 2010年8月 |
| 蔡建忠 | 2010年8月 | 2013年8月 |
| 李慶齡 | 2013年8月 | 2017年8月 |
| 陳靜德 | 2017年8月 | 2021年8月 |
| 范世强 | 2021年8月 |           |